# Іван Дмитрович (князь Переяславський)
Іван Дмитрович (сер. XIV ст.) — удільний князь Переяславський, що правив на початку — в середині XIV століття. Син князя Новгород-Сіверського Дмитра Святославича.
Згаданий на поз.[що?]64 Любецького синодика без вказівки по батькові відразу після князя Дмитра Новгород-Сіверського на поз. 63. Можливо був братом згаданого в битві на Ірпені князя Олега Переяславського. Появу цієї гілки князів в удільних князівствах на початку XIV століття пов'язують із вокняженням на престолі Великого князівства Київського представників князівської династії Ольговичів.
Можливо, був останнім Переяславським князем із Ярославичів перед захопленням Великого князівства Київського княщем Ольґердом бл. 1362 року.
Дружину князя Івана звали Марія, походження невідоме.